# Kerem Gönlüm
Kerem Gönlüm (İskenderun, 22 de novembro de 1977) é um
basquetebolista profissional turco, atualmente joga no Pınar Karşıyaka.
Foi vice-campeão mundial com a Turquia, e já esteve envolvido em um caso de doping em 2009.